# Mexipedieae
Mexipedieae es una tribu de la subfamilia Cypripedioideae dentro de la familia Orchidaceae. Se divide en:

## Subtribus y géneros
- Subtribu: Mexipediinae
  - Género: Mexipedium